# Michal Frankl
Michal Frankl (geboren 1974 in Prag) ist ein tschechischer Historiker. 

## Leben
Michal Frankl studierte an der Karls-Universität Prag. Er arbeitete im Projekt Theresienstädter Gedenkbücher der Theresienstädter Initiative. Er war wissenschaftlicher Mitarbeiter am Jüdischen Museum in Prag. Er schrieb Beiträge für die Bände 1, 2 und 4 des Handbuchs des Antisemitismus.

## Schriften (Auswahl)
- Miloslav Szabó, Michal Frankl: Budování státu bez antisemitismu?: násilí, diskurz loajality a vznik Československa Nakladatelství Lidové noviny. 2015, ISBN 978-80-7422-422-5
- „Prag ist nunmehr antisemitisch“: tschechischer Antisemitismus am Ende des 19. Jahrhunderts. Übersetzung Michael Wögerbauer. Metropol, Berlin 2011, ISBN 978-3-86331-019-6
- Michal Frankl, Kateřina Čapková: Unsichere Zuflucht: die Tschechoslowakei und ihre Flüchtlinge aus NS-Deutschland und Österreich 1933–1938. Böhlau, 2012, ISBN 978-3-412-20925-4
- Jindřich Toman, Michal Frankl (Hrsg.): Jan Neruda Ja Židé. Texty a kontexty. Akropolis, Prag 2012
- „Emancipace od židů“: český antisemitismus na konci 19. století. Paseka, 2007, ISBN 978-80-7185-882-9